# 呉柏毅
呉 柏毅（う ぼい、1996年1月26日 - ）は、関西棋院所属の囲碁棋士。六段。台湾出身、王立誠九段門下。

## 経歴
台湾出身。8歳の時に渡日して東京都の公立小学校に入学。囲碁の勉強のため、中国や韓国にも研修に向かった。小学6年生の時、台湾のアマチュア棋戦の栄三杯全国学生棋王トーナメントで4位。永大杯では七段戦で全勝優勝し、台湾に22人しかいなかったアマ七段に最年少の12歳で昇段した。
2009年、13歳の時に改めて渡日。日本棋院の院生となり、王立誠に弟子入り。同年から日本棋院の棋士採用試験に挑んだが、なかなかプロ入りは果たせなかった。2012年10-11月の冬季棋士採用試験の本戦は呉を含む七者が9勝6敗で並ぶ混戦となったが、順列規定により呉は4位（入段は14勝1敗の許家元と9勝6敗の藤村洋輔）。この後、17歳の年齢制限により日本棋院院生を退会。
2013年、朝日アマ名人戦で全国大会優勝。17歳での優勝は最年少記録となった。洪奭義アマ名人への挑戦は0勝2敗で敗退。また、外来として日本棋院冬季棋士採用試験に臨み、10-11月の本戦は11勝4敗で三者が並んだが、順列規定で呉は4位となり、入段を逃す（入段は13勝2敗の外柳是聞と11勝4敗の張瑞傑）。しかしながら、2014年に関西棋院で入段を決め、足掛け5年、10度目の試験挑戦でプロ入りを果たした。合格に際し、タイトル獲得多数の台湾出身棋士、謝依旻のように活躍したいと抱負を語った。同年4月1日、18歳で入段。
2015年には関西棋院賞新人賞を受賞。2016年、第3回ゆうちょ杯（非公式戦）の本戦で大西研也・許家元・谷口徹・芝野虎丸に勝利し優勝。また、第42期碁聖戦で自身初となる七大棋戦本戦進出（2017年1月26日、2回戦で山下敬吾に敗退）。2016年は19連勝を記録するなど活躍し、関西棋院賞の連勝賞・永井賞を受賞。
2017年にはNHK杯初出場（第65回、2回戦で本木克弥に敗退）。2018年、第44期天元戦本戦で2勝を挙げる。第43期棋聖戦Cリーグ4勝1敗でBリーグに昇格。2019年の第44期棋聖戦Bリーグは2勝5敗で陥落したが、2020年の第45期Cリーグは4勝1敗で再び昇格。
2021年、第46期棋聖戦Bリーグは2勝5敗で陥落。関西囲碁オープン2021（非公式戦）のAクラスで優勝。2022年、第47期棋聖戦Cリーグ4勝1敗で三度目のBリーグ昇格を果たすと、2023年、第48期棋聖戦のBリーグ2組を6勝1敗で制して初のAリーグ昇格。プレーオフでは1組1位の安達利昌に敗れ、挑戦者決定トーナメント進出はならず。また、関西囲碁オープンのAクラスで自身二度目の優勝も決めた。

## 人物・エピソード
- 日本に渡ってから、プロ入りを決めるまでは1日10時間以上を囲碁に費やした。この頃の心境について、「囲碁は私の人生だから、どんなにつらくても続ける」と台湾のインタビューで語っている[3]。東京での修業時代は洪清泉が主宰する洪道場にも所属しており、研鑽を重ねた[19]。
- 2013年の第8回朝日アマ名人戦では、全国大会決勝戦で大表拓都（2016年に日本棋院で入段）と対戦。結果は呉が勝利し、前身の朝日アマ囲碁十傑戦を含み史上最年少（17歳）での優勝となったが、大表も当時17歳だったためどちらが優勝しても史上最年少記録だった[2]。

## 棋歴

### 良績
- ゆうちょ杯（非公式戦） 優勝（2016年・第3回）

### 受賞歴
関西棋院賞
- 永井賞 1回（2016年）
- 連勝賞 1回（2016年）
- 新人賞（2015年）

### 昇段履歴
- 2014年4月 入段
- 2016年1月 二段
- 2017年1月 三段
- 2018年1月 四段
- 2019年1月 五段
- 2024年1月 六段